# Будде, Виктор Эммануилович
Виктор Эммануилович Будде (1836 — 1901) — генерал от инфантерии, участник русско-турецкой войны 1877—1878 годов.

## Биография
Виктор Будде родился 1 марта 1836 года в Ревеле, происходил из дворян Лифляндской губернии. Образование получил в 1-м Московском кадетском корпусе, из которого выпущен 13 августа 1853 года юнкером в лейб-гвардии Гренадерский полк с прикомандированием к Михайловскому артиллерийскому училищу. 17 июня 1854 года произведён в прапорщики и ровно через год в подпоручики.
В 1862 году Будде был зачислен в Николаевскую академию Генерального штаба, 17 апреля 1863 года произведён в поручики и выпущен из Академии в 1864 году с чином штабс-капитана (со старшинством от 19 апреля).
16 апреля 1867 года Будде был произведён в капитаны с зачислением в Генеральный штаб и 15 июля назначен старшим адъютантом штаба Виленского военного округа с переименованием в подполковники. 13 ноября 1869 года он был назначен начальником штаба 12-й пехотной дивизии и 17 апреля 1870 года произведён в полковники.
В последней должности он оставался около шести лет до назначения его, 10 августа 1875 года командиром Днепровского пехотного полка, командуя которым он принял участие в русско-турецкой войне 1877—1878 годов.
7 ноября 1877 года он храбро выбил турок из Пиргоса и отбросил их за Лом, 14 ноября отличился у Мечки. 8 февраля 1878 года за эти дела он был награждён золотой саблей с надписью «За храбрость».
3 октября 1878 года Будде за боевые отличия был произведён в генерал-майоры (со старшинством от 30 ноября 1877 года), 8 ноября назначен командиром 2-й бригады 30-й пехотной дивизии и награждён орденом Св. Владимира 3-й степени с мечами.
13 июля 1879 года Будде получил в командование 1-ю бригаду 12-й пехотной дивизии, а 15 октября 1885 года перемещён на ту же должность во 2-ю бригаду. 19 февраля 1890 года Будде был назначен командующим 31-й пехотной дивизией и 30 августа, с производством в генерал-лейтенанты, утверждён в занимаемой должности.
18 декабря 1900 года Будде был уволен в отставку с производством в генералы от инфантерии. Скончался 7 февраля 1901 года в Харькове, похоронен в селе Песец (Ушицкий уезд, Подольская губерния) (ныне Новоушицкий р-н, Хмельницкая обл., Украина).

## Семья
- Брат Александр Будде был генералом от артиллерии и за отличия во время русско-турецкой войны 1877—1878 годов награждён орденом Св. Георгия 4-й степени.
- Брат Евгений Будде был подполковником.
- Жена — баронесса Александра Павловна Местмахер (род. 10.11.1850, ум. 12.06.1909).
  - Сын — Виктор Викторович Будде, 1-й барон Местмахер-Будде (род. 15.04.1881, ум. 19.07.1914, Харьков).
  - Имел также трёх дочерей, две из которых вышли замуж за братьев Михаила и Евгения Патонов.
    - Внуки — учёные: Владимир Патон (18 марта 1917 — 28 февраля 1987) и Борис Патон (14 ноября 1918 — 19 августа 2020).

## Награды
Среди прочих наград Будде имел ордена:
- Орден Святой Анны 3-й степени (1867 год)
- Орден Святого Станислава 2-й степени (1869 год)
- Орден Святой Анны 2-й степени (1872 год)
- Орден Святого Владимира 4-й степени (1874 год)
- Золотая сабля с надписью «За храбрость» (8 февраля 1878 года)
- Орден Святого Владимира 3-й степени с мечами (1878 год)
- Орден Святого Станислава 1-й степени (1881 год)
- Орден Святой Анны 1-й степени (1884 год)
- Орден Святого Владимира 2-й степени (1887)
- Орден Белого орла (1896 год)